# Tour de Frankenwarte
La tour de Frankenwarte est une tour d'observation construit dans le Frankenwarte (de) ou Nikolausberg, donnant une large vue de la région de Wurtzbourg. Cette tour, dont la construction a débuté en 1893, a une hauteur de 44,5 mètres (37,5 mètres sans la girouette sur son sommet). Pour atteindre la plate-forme d'observation, il faut monter un escalier de 173 marches.
Le terrain sur lequel se dresse la tour a été cédé à une association pour son entretien ainsi que celui du parc qui l'entoure.

## Source, notes et références
- (de) Cet article est partiellement ou en totalité issu de l’article de Wikipédia en allemand intitulé « Aussichtsturm Frankenwarte » (voir la liste des auteurs).